# باراکوآ
باراکوآ (به اسپانیایی: Baracoa) یک شهر در کوبا است که در استان گوانتانامو واقع شده‌است. باراکوآ ۹۷۷ کیلومتر مربع مساحت و ۸۱٬۷۹۴ نفر جمعیت دارد و ۵ متر بالاتر از سطح دریا واقع شده‌است.